# Lotte Rose
Lotte Rose (* 7. Dezember 1885 in Stettin; † 24. März 1964 in Berlin) war eine deutsche Schauspielerin und Schriftstellerin. Sie schrieb Gedichte, Balladen und Novellen. Einige ihrer Lieder wurden von dem Komponisten Hugo Leonhard vertont.

## Werk
- Gedichte und Balladen. Pierson, Dresden 1932.
- Balladen und Gedichte. Müller & Kiepenheuer, Potsdam 1933.
- Landsknechtslieder. Müller & Kiepenheuer, Berlin 1934.
- Liebe und Erdenland. Müller & Kiepenheuer, Potsdam 1936.
- Laßt alte Lieder neu erklingen. 1937.
- Aus der Zeit des fahrenden Volkes. Kulturgeschichtliche Bilder. Müller & Kiepenheuer, Bergen in Oberbayern 1958.